# Bjorn Van den Eynde
Bjorn Van den Eynde (1984) is een jeugdauteur, televisiescenarist en regisseur afkomstig uit Kessel.

## Biografie
Na de opleiding 'Audiovisuele Kunsten' aan het RITS, waar hij in 2006 met onderscheiding afstudeerde, heeft hij een jaar gewerkt als regisseur voor productiehuis Eyeworks. Daarna heeft hij zich volledig toegelegd op fictie, als regisseur, scenarist en/of co-scenarist van o.a tv-reeksen zoals Ghost Rockers, Campus 12, Amika, Hotel 13, Galaxy Park, Mega Mindy en Het Huis Anubis.
Sinds 2012 heeft hij zijn eigen jeugdboekenreeks voor tieners: Team Mortis. Hij bedacht ook de geïllustreerde kinderboekenreeks Carlo Cabana en schreef het Ghost Rockers-boek 'Verloren Zomer'.

### Team Mortis
- 2012 - Het Romeo & Juliet Mysterie (Bakermat)
- 2013 - De Bende van Venus (Bakermat)
- 2014 - Het Dodenspel (Bakermat)
- 2014 - De Zwarte Zon (Bakermat)
- 2015 - Kristalkinderen (Bakermat)
- 2016 - Bloedlijst (Bakermat)
- 2017 - De Spiegelmoorden (Bakermat)
- 2018 - Engel Des Doods (Bakermat)
- 2019 - Blind Verdriet (Fantoom)
- 2019 - De Slaventocht  (Fantoom)
- 2020 - Stille Waters (boek) (Fantoom)
- 2021 - Meisje van Glas (Bakermat)
- 2022 - Grafstemmen (Pelckmans)
- 2023 - Verdronken zielen (Pelckmans)

### Confessions of a Teenage Serial Killer
- 2022 - De Beschermengel (Pelckmans)
- 2023 - Fanfiction (Pelckmans)

### Carlo Cabana
- 2014 - De Schat van de Zwarte Mummie (Bakermat)
- 2014 - Het Rommelspook (Bakermat)
- 2015 - De Glibberige Kwallenbende (Bakermat)
- 2015 - De Dinoboutjes Barbecue (Bakermat)
- 2015 - De Milkshake vampieren (Bakermat)

### Ghost Rockers
- 2015 - Gillende Gitaren (Studio 100)
- 2015 - De Vijfde Freebird (Studio 100)
- 2015 - Verloren Zomer (Studio 100)
- 2016 - Het Zwarte Oog (Studio 100)
- 2016 - De Vier Sleutels (Studio 100)
- 2016 - Voor Altijd? (Studio 100)
- 2017 - De Medici Moord (Studio 100)
- 2017 - De Bende Van Goudslang (Studio 100)
- 2017 - Een Duister Spel (Studio 100)
- 2017 - Dolende Zielen (Studio 100)

### Campus 12
- 2018 - De Verdwijning Van Bo (Studio 100)
- 2018 - De Steen Der Schepping (Studio 100)
- 2019 - De Rozenkruisers (Studio 100)
- 2019 - De Steen Der Zielen (Studio 100)

De Vriese & Durnez (Thrillers voor volwassenen)
2023 - De engelenmoord (Pelckmans)
2024 - Stoute kleine piranha (Pelckmans)
2025 - De grote boze wolf (Pelckmans)

## Trivia
- Bjorn is een neef van acteur Lucas Van den Eynde.

- International Standard Name Identifier: 0000 0003 8962 4225
- Nationale Bibliotheek van Polen: a0000003581706
- Nederlandse Thesaurus van Auteursnamen: 352179252
- Virtual International Authority File: 283024703
- WorldCat: E39PBJB4ffX6ftxvRmTqq8YpT3